# 新墟站
新墟站（英語：San Hui Stop）是輕鐵的車站之一。代號320，屬於單程車票第2收費區。車站位於青山公路－新墟段與屯門鄉事會路交界，在舊墟村對出，為新墟及週邊地區居民提供服務。

## 車站結構

### 車站樓層
| 地面              | 出口 | 青山公路－新墟段、屯門新墟 |   |  |
| 地面              | 月台 | \| 側式 · 開左邊车门 \| \| \| \| \| \| \| \| 輕鐵614綫往元朗（景峰） 輕鐵614P綫往兆康（景峰） \| 1 \| \| \| \| 2 \| 輕鐵614綫往屯門碼頭（何福堂） 輕鐵614P綫往屯門碼頭（何福堂） \| \| \| \| 側式 · 開左邊车门 \| \| \| \| \| |   |  |
| 地面              | 出口 | 舊墟村、新墟村、皇家圍 |   |  |
| 側式 · 開左邊车门 |      | |   |  |
|                   |      | 輕鐵614綫往元朗（景峰） 輕鐵614P綫往兆康（景峰） | 1 |  |
|                   | 2    | 輕鐵614綫往屯門碼頭（何福堂） 輕鐵614P綫往屯門碼頭（何福堂） |   |  |
| 側式 · 開左邊车门 |      | |   |  |

### 車站周邊
- 新墟村
- 舊墟村
- 良田村
- 黃家圍
- 井財街電力站
- 中華基督教會屯門堂幼稚園
- 紅橋住宅區
- 露天停車場
- 井財街政府服務大樓
- 井財街社區會堂
- 青山公路－新墟段

## 外部連結
- 港鐵公司 - 輕鐵街道圖 （页面存档备份，存于）
- 港鐵公司 - 輕鐵行車時間表 （页面存档备份，存于）